# كاثرين دالتون
كاثرين دالتون (26 أكتوبر 1992 - ) (بالإنجليزية: Catherine Dalton)‏ هي لاعبة كريكت أيرلندية.

## وصلات خارجية
- كاثرين دالتون على موقع إي آس بي آن كريك إنفو (الإنجليزية)